# Eidberg

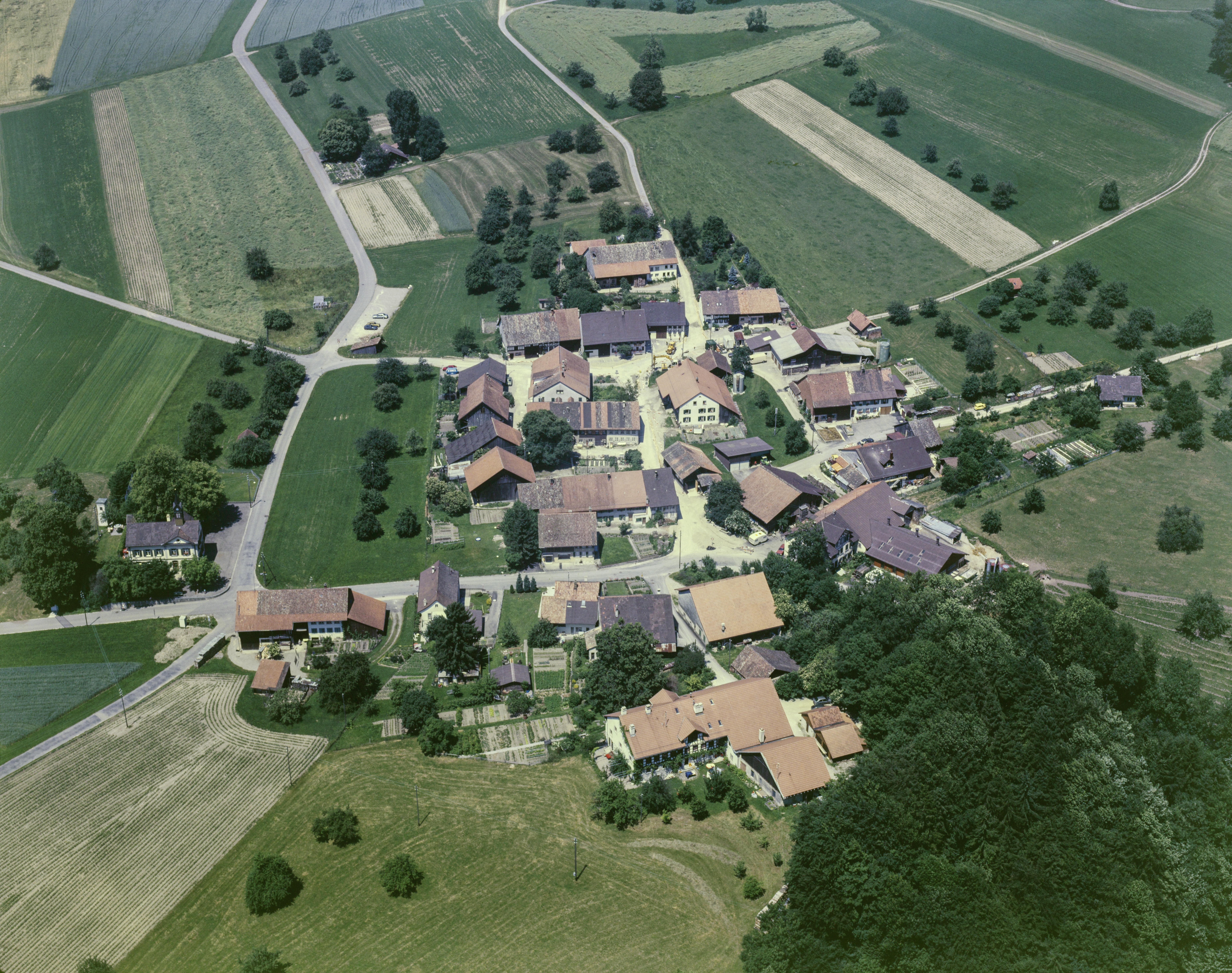
Hat sich bis heute kaum verändert: Eidberg im Jahr 1986

Eidberg ist eine Aussenwacht und zugleich ein Quartier der Stadt Winterthur und gehört zum Kreis 3 (Seen).  Zur Aussenwacht gehören noch die Weiler Taa und Binzenloo.

## Geschichte
Erstmals erwähnt wird Eidberg in einer Urkunde vom 28. Juli 1264, als Graf Hartmann der Ältere dem Chorherrenstift Heiligberg unter anderem eine «Schupposse» in Eidberg vermacht. Zwei Jahre später fand Eidberg abermals in einer Schenkung von Rudolf von Habsburg Erwähnung, als er seine dortigen Güter an das Kloster Wettingen vermachte.
Zudem existierte das Verkehrsministraliengeschlecht von Eidberg, das an der alten Strasse zwischen Kollbrunn und Waltenstein Verkehrsdienst geleistet haben soll. Urkundlich erwähnt ist das Geschlecht einmal in einer Schenkungsurkunde von Hartmann von Kyburg an den Chorherrenstift Heiligenberg, wo er ein Schuppen in Unterseen dem Kloster vermacht, der einem Berchtold von Eidberg gehörte. Ihr Turm stand wohl auf der Schlosswiese beim Schlossholz, dessen Spuren nach einem Bericht von einem Oberst Haab noch 1850 deutlich vorhanden sein gewesen sollen.
Gemäss den Zürcher Steuerrödeln von 1460 gab es in Eidberg vier Haushalte, Kläui schätzte aufgrund dessen die Bevölkerung des Weilers auf 27 Bewohner. In den 1630er-Jahren lebten zwischen 75 und 85 Einwohner in Eidberg und es wurden zwischen 15 und 17 Haushaltungen bewohnt. Diese Zahl sank ein Jahrzehnt später auf 66 Einwohner um danach stark anzusteigen: 1630 wurden 130 Einwohner gezählt, in den Jahren 1682 und 1690 130 Bewohner. Nach einem Rückgang im Rahmen der kleinen Eiszeit auf 107 im Jahr 1695 stieg die Einwohnerzahl bis 1722 auf neu 170 Einwohner in 34 Haushalten an. Die gleiche Einwohnerzahl wurde auch im Jahr 1738 verzeichnet, 1765 waren es dann wieder zehn Personen weniger, um danach wieder auf 182 im Jahr 1771 anzusteigen. Zum Ende des Ancien Regime 1799 sank die Einwohnerzahl nochmals auf nur noch 158 Einwohner.
Eidberg selbst ist seit dem 20. Jahrhundert nicht mehr wesentlich gewachsen und hat dadurch seinen dörflichen Charakter bewahrt, daran hat auch die Eingemeindung in die Stadt Winterthur 1922 nichts geändert und es existieren auch weiterhin aktive Landwirtschaftsbetriebe im Ort selbst.

## Verkehr
Eidberg wird von der Linie 9 von Stadtbus Winterthur erschlossen, die Eidberg und andere umliegende Aussenwachten mit dem Bahnhof Winterthur Seen verbindet. Abends wird die Linie als Rufbus geführt.
Bis 2008 waren Eidberg und die anderen Aussenwachten noch mit der Postautolinie 681 direkt mit dem Hauptbahnhof Winterthur verbunden.

## Bildung
Im kleinen Schulhaus Eidberg, das zum Schulverband Aussenwachten gehört, werden zwei Mittelstufenklassen unterrichtet.
Für die Oberstufe müssen die Schüler ins Sekundarschulhaus Oberseen.

## Kultur und Freizeit

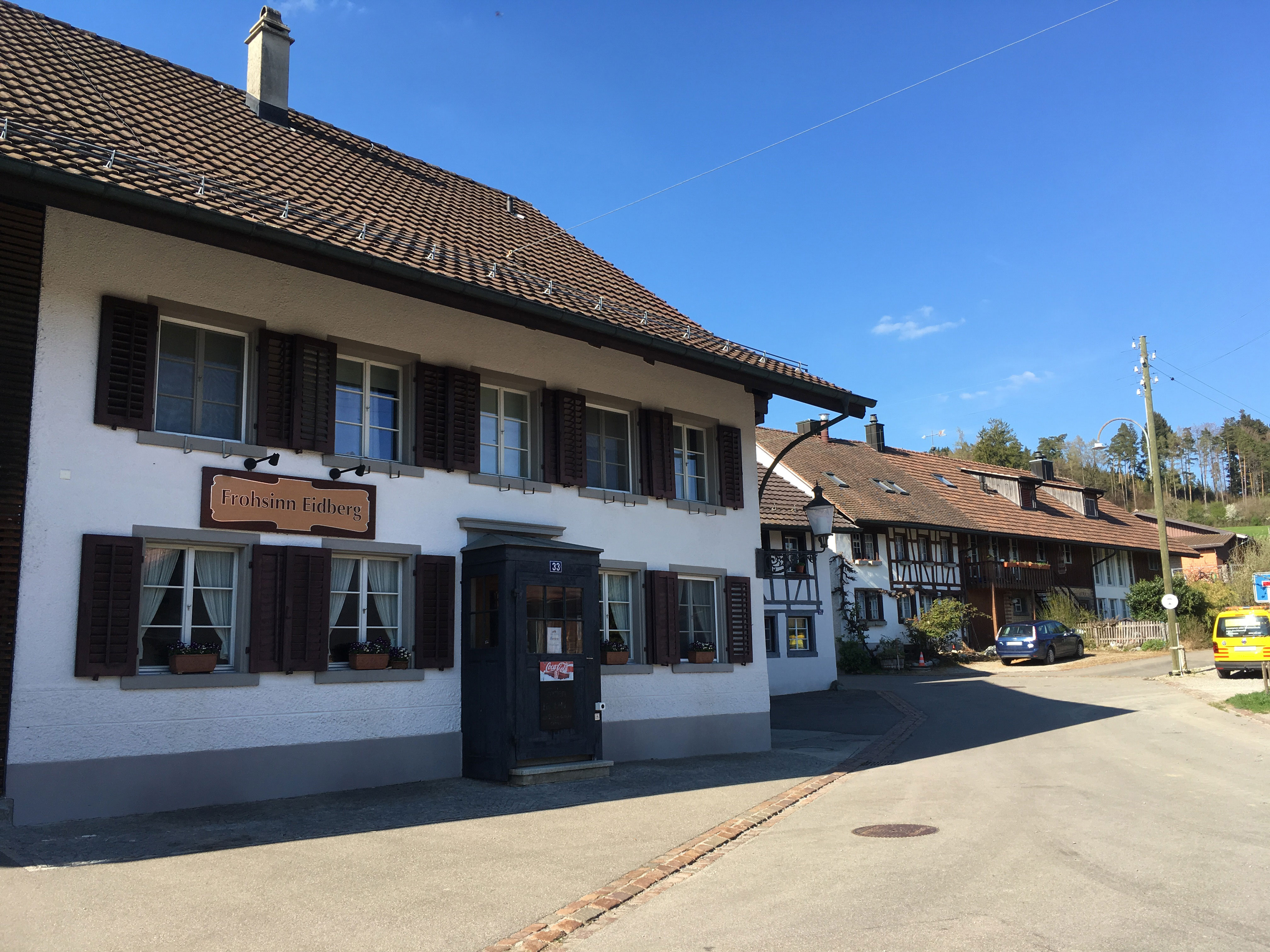
Restaurant Frohsinn im Zentrum von Eidberg

In Eidberg befindet sich das Ausflugsrestaurant Frohsinn, dass seit dem Verkauf durch die Stadt 2015 im Besitz einer ortsansässigen Genossenschaft ist.
Jährlich im Juli findet oberhalb Eidbergs zudem das Eidberger Openair statt.